# O Elvas Clube Alentejano de Desportos
"O Elvas" Clube Alentejano de Deportes, también conocido como "O Elvas", es un club portugués con una gran formación de jugadores jóvenes y leyendas del fútbol portugués y alentejano, con sede en la ciudad de Elvas, Distrito de Portalegre, en Alentejo. Es uno de los sitios históricos del Alentejo y de Portugal, fundado el 15 de agosto de 1947.

## Historia
El club fue fundado el 15 de agosto de 1947, a partir de la fusión de "Sport Lisboa e Elvas" con "Sporting Clube Elvense", clubes que eran filiales de Sport Lisboa e Benfica y Sporting Clube de Portugal respectivamente. La unión entre los dos clubes de Elvas se debió, fundamentalmente, al desinterés mostrado por los clubes fundadores, ya que a mediados de la década de 1940, tanto el SL Elvas como el SC Elvense atravesaban algunas dificultades económicas y, ante la falta de ayudas repetidamente solicitadas y rechazadas por sus clubes madre, decidieron unirse en un solo club y así lograron mantener vivo el deporte rey en la región interior.
El Os Elvas CAD ya como nuevo equipo llegó a formar parte de la Primeira Liga, la última vez en la temporada 1987/88, contabilizando en ella 7 temporadas.